# Права человека в Таджикистане
Права человека в Таджикистане закреплены в главе второй Конституции. Существуют Конституционный суд и омбудсмен. Однако в последние несколько лет религиозные и гражданские свободы были сильно ограничены; судебная независимость ставится под сомнение; резко возросла роль силовых структур.

## Пытки
В правозащитные организации Таджикистана поступает много жалоб о применении пыток. В 2019 году большой резонанс вызвал случай, когда в течение полутора суток сотрудники отдела внутренних дел Вахшского района подвергали пыткам 24-летнюю жительницу, принуждая ее взять на себя вину за кражу. После долгих часов издевательств ей сделали инъекцию, которая её парализовала, и затем изнасиловали. Должностные лица не предоставляли достаточного доступа к информации, позволяющего правозащитникам расследовать заявления о случаях применения пыток.

## Преследование политической оппозиции
29 сентября 2015 года Верховный суд Таджикистана удовлетворил иск генерального прокурора о признании Партии исламского возрождения Таджикистана террористической и запретил ее деятельность на территории республики. Управление Верховного комиссара ООН по правам человека в октябре 2015 года заявило, что в Таджикистане наблюдается растущая угроза нарушения прав человека на фоне запрета единственной оппозиционной силы страны — Партии исламского возрождения. К лету 2018 года по обвинению в связях с ПИВТ арестовали свыше 100 человек. 27 из них получили сроки заключения длительностью от трёх до 25 лет.
Заместитель главы ПИВТ Махмадали Хаит был приговорён к пожизненному заключению. Бывший защитником членов ПИВТ адвокат Бузургмехр Ёров, об освобождении которого ходатайствовала ООН, был осуждён на более чем 25 лет заключения по обвинению в мошенничестве, подделке документов, оскорблении представителя власти, неуважении к суду. Бизнесмен и бывший министр промышленности Зайд Саидов, который по некоторым данным мог составить конкуренцию президенту Эмомали Рахмону, был признан виновным в мошенничестве, получении взятки, изнасиловании, многожёнстве, незаконном лишении свободы, подделке документов и осуждён на 26 лет заключения. Комитет ООН по правам человека признал приговоры Хаиту и Саидову незаконными и рекомендовал освободить их.

## Свобода слова
Согласно Индексу свободы прессы, который составляет организация Репортёры без границ, рейтинг свободы прессы Таджикистана в 2021 году снизился со 115-го места, которое страна занимала в 2014 году, до 162-го. 
Единственным более или менее независимым новостным агентством (веб-сайт, служба новостей, радиостанция и газета) в стране остаётся Азия-Плюс. Однако почти всё время в 2019-2021 годах его сайт был заблокирован. После многолетних преследований в 2019 году была вынуждена закрыться независимая газета Озодагон. В феврале 2020 года Верховный суд Таджикистана запретил независимый новостной сайт Akhbor.com в связи с информацией на нём об оппозиционных группах, находящихся в изгнании, среди которых была и запрещённая ПИВТ. 
Власти страны также нередко блокируют социальные сети Facebook, Instagram, «Одноклассники» и мессенджеры, а также Youtube. В 2022 году начали блокировать поисковые системы Google и Yandex.

## Свобода религии
Исламская религия в стране подвергается ряду ограничений. Так, лица младше 18 лет могут посещать мечети только во время религиозных праздников и на похоронах. Многие мечети были вынуждены закрыться. Милиция и другие должностные лица строго контролируют признаки выраженной религиозности, что иногда может проявляться через давление на мужчин, когда их заставляют подстричь или отрезать длинные бороды.
Свидетели Иеговы подвергаются судебному преследованию, если они отказываются от военной службы по призыву по соображениям совести.

## Права женщин
Ранние браки в Таджикистане являются обычными. Хотя в 2011 году брачный возраст был официально повышен до 18 лет, в сельской местности все ещё остается проблема принуждения девочек к вступлению в исламский брак, который не признается государством. Также там имеют место случаи похищения невест.

## Права ЛГБТИ
Гомосексуализм в Таджикистане был денационализирован в 1998 году. Однако таджикское сообщество ЛГБТИ по-прежнему сталкивается с систематической дискриминацией, а также сильным социальным давлением. Известно, что милиция и местные чиновники избивали, насиловали и эксплуатировали членов этого сообщества. Их принуждали к прохождению медицинских осмотров (на основании ограничения распространения заболеваний, передающихся половым путем), практиковалось также вымогательство (включая подставы, целью которых становились более зажиточные члены сообщества).

## Участие в правозащитных договорах
| Основные документы ООН | Участие Таджикистана     | Основные документы СНГ                                                       | Участие Таджикистана     |
| Международная конвенция о ликвидации всех форм расовой дискриминации                                                                    | Присоединение в 1995 г.  | Конвенция СНГ о правах и основных свободах человека                          | Ратифицирована в 1997 г. |
| Международный пакт о гражданских и политических правах                                                                                  | Присоединение в 1999 г.  | Конвенция о стандартах демократических выборов, избирательных прав и свобод  | Ратифицирована в 2003 г. |
| Факультативный протокол к Международному пакту о гражданских и политических правах                                                      | Присоединение в 1999 г.  | Конвенция об обеспечении прав лиц, принадлежащих к национальным меньшинствам | Ратифицирована в 2001 г. |
| Второй Факультативный протокол к Международному пакту о гражданских и политических правах                                               | Не подписан.             | .                                                                            | .                        |
| Международный пакт об экономических, социальных и культурных правах                                                                     | Присоединение в 1999 г.  | .                                                                            | .                        |
| Конвенция о ликвидации всех форм дискриминации в отношении женщин                                                                       | Присоединение в 1993 г.  | .                                                                            | .                        |
| Факультативный протокол к Конвенции о ликвидации всех форм дискриминации в отношении женщин                                             | Подписан в 2000 г.       | .                                                                            | .                        |
| Конвенция против пыток и других жестоких, бесчеловечных или унижающих достоинство видов обращения и наказания                           | Присоединение в 1995 г.  | .                                                                            | .                        |
| Факультативный протокол к Конвенции против пыток и других жестоких, бесчеловечных или унижающих достоинство видов обращения и наказания | Не подписан.             | .                                                                            | .                        |
| Конвенция о правах ребёнка | Присоединение в 1993 г.  | .                                                                            | .                        |
| Факультативный протокол к Конвенции о правах ребёнка, касающийся участия детей в вооруженных конфликтах                                 | Присоединение в 2002 г.  | .                                                                            | .                        |
| Факультативный протокол к Конвенции о правах ребёнка, касающийся торговли детьми, детской проституции и детской порнографии             | Присоединение в 2002 г.  | .                                                                            | .                        |
| Международная конвенция о защите прав всех трудящихся-мигрантов и членов их семей                                                       | Ратифицирована в 2002 г. | .                                                                            | .                        |
| Конвенция о правах инвалидов | Подписана в 2018 г.      | .                                                                            | .                        |
| Факультативный протокол к Конвенции о правах инвалидов                                                                                  | Не подписан.             | .                                                                            | .                        |
| Международная конвенция для защиты всех лиц от насильственных исчезновений                                                              | Не подписана.            | .                                                                            | .                        |